# ロック・アンド・ロール/狂熱のジャズ
『ロック・アンド・ロール/狂熱のジャズ』（ロック・アンド・ロール/きょうねつのジャズ、英語: Rock Around the Clock）は、1956年の音楽映画で、ビル・ヘイリー&ヒズ・コメッツ (Bill Haley & His Comets) をはじめ、アラン・フリード、プラターズ、トニー・マルチネスと彼のバンド、フレディー・ベル&ザ・ベルボーイズなどが出演した。B級映画の王様と称されたサム・カッツマン（後に1960年代にエルヴィス・プレスリーの主演映画の制作にあたった）が制作し、フレッド・F・シアーズが監督した。
この映画は、1956年1月に短期間で撮影されたが、これは十代の若者向けに作られた1955年の映画『暴力教室 (Blackboard Jungle)』で広く知られ、百万枚以上の大ヒット曲となっていたヘイリーの曲「ロック・アラウンド・ザ・クロック」の人気を当て込んだものであり、ロックンロールを取り上げた最初の本格的な映画と考えられている。

## あらすじ
この映画は、ロックンロールがいかにして発見されたかという物語を、極めて多くのフィクションを盛り込んで語っている。バンドのマネージャーであるスティーヴ・ホリス (Steve Hollis) は、ビッグバンド形式のダンス音楽が聴衆の関心を引き寄せなくなっていると考えていたが、興味を引かれる新しいサウンドに出会った。農業地帯の小さな町を旅したとき、地元の若者たちのダンス行事に出向いた彼は、地元のバンドであるビル・ヘイリー&ヒズ・コメッツがダンサーたちと演じていた、ロックンロールの音楽とダンスに出会う。次に当たるのはロックンロールだと確信したホリスは、このバンドの売り出しを引き受け、また、ダンサーのリサ・ジョンズ (Lisa Johns) と付き合い始める。
ホリスは、バンドを売り出すために必要な演奏の場を抑えているエージェントのコリンヌ・タルボット (Corinne Talbot) のところへ交渉に赴く。しかし、ホリスに関心を示したタルボットの本心は、自分が彼と結婚したいというところにあり、タルボットは自分を通さない限り取引先の演奏会場をホリスたちに使わせないと決意する。彼女は最初、バンドの新しいサウンドが受け入れられないだろうと見て、わざと伝統的に保守的な会場をバンドに割り当てた。しかし、バンドの音楽はその会場のダンサーたちは興奮し、熱狂的に受け入れた。次にタルボットは、自分が管理していた演奏会場から、ホリスたちを締め出した。しかし、ホリスはタルボットの周辺に工作し、ディスクジョッキーのアラン・フリードから、ホリスに好意的な働きかけをしてもらう。結局、タルボットの妨害にもかかわらず、フリードの演奏会場で、コメッツは演奏することができるようになった。
最後にタルボットは、バンドと将来を保証する3年契約を結ぶことになるが、その条件として、ジョンズが契約期間中の3年間結婚しないことを要求する。ジョンズはこの条件に応じ、タルボットは全国ツアーを組んでバンドを売り出して、この結婚禁止の条件がホリスとジョンズの間に楔を打つことになるだろうと期待する。しかし、契約書がサインされ、ツアーが始まった後、ホリスは、実は契約書が取りまとめられる直前にジョンズとの結婚の手続きを済ませていたことを明らかにする。

## キャスト
- アラン・フリード - 本人役
- ジョニー・ジョンストン（英語版） - スティーヴ・ホリス
- アリックス・タルトン (Alix Talton) - コリンヌ・タルボット
- リサ・ゲイ（英語版） - リサ・ジョンズ
- ジョン・アーチャー（英語版） - マイク・ドッド (Mike Dodd)
- ヘンリー・スレイト (Henry Slate) - コーニー・ラサール (Corny LaSalle)

### 登場するミュージシャン
- ビル・ヘイリー&ヒズ・コメッツ
- プラターズ
- アーニー・フリーマン（英語版）・コンボ
- トニー・マルチネス&ヒズ・マンボ
- フレディー・ベル&ザ・ベルボーイズ

## 作中で演奏される楽曲
1. ロック・アラウンド・ザ・クロック ("Rock Around the Clock") - ビル・ヘイリー&ヒズ・コメッツ
2. シー・ユー・レイター・アリゲーター ("See You Later Alligator") - ヘイリー
3. "Rock-A-Beatin' Boogie" - ヘイリー
4. "A.B.C. Boogie" - ヘイリー ：1番のみ
5. "Cuero (Skins)" - トニー・マルチネス&ヒズ・マンボ
6. "Mambo Capri" - マルチネス
7. "Solo Y Triste (Sad And Lonely)" - マルチネス
8. "Razzle-Dazzle" - ヘイリー
9. "Teach You to Rock" - フレディー・ベル&ザ・ベルボーイズ
10. "Bacalao Con Papa (Codfish And Potatoes)" - マルチネス
11. オンリー・ユー ("Only You (And You Alone)") - プラターズ
12. "R-O-C-K" - ヘイリー
13. "Happy Baby" - ヘイリー ：1番とコーラスのみ
14. "Mambo Rock" - ヘイリー -コーラスのみ
15. "Giddy Up a Ding Dong" - ベル
16. "The Great Pretender" -プラターズ
17. "Rudy's Rock" - ヘイリー

この映画のサウンドトラック・アルバムはリリースされていない。ヘイリーのパフォーマンスのうち、カメラの前で生演奏された音源が用いられているのは「Rudy's Rock」だけで、映画に収録されなかった音源は、1990年代にドイツで、Hydra Records が出したヘイリー作品のコンピレーション『On Screen』に収録されたが、本来のスタジオ録音品質の音源は、未だにリリースされていない。バンドは、デッカで録音された「R-O-C-K」の音源に合わせてリップシンクを行なう前に、短いリハーサルとして、カメラの前で生演奏をした。
楽曲「ロック・アラウンド・ザ・クロック」は、オープニング・クレジット、モンタージュされた形で短く冒頭部分の歌詞が流れる場面、最後のヴァースの歌詞が聞かれる終幕と、作中で3回流される。
この映画の撮影の数ヶ月前、コメッツはメンバーの大幅な交代を遂げており、脱退したものも数名いた。その結果、この映画でリップシンクされている楽曲の大部分は、演奏していたメンバーとは異なる新しいメンバーによって演じられることとなった。録音された音源と、画面でリップシンクしている面々が一致しているのは、「See You Later Alligator」と「Rudy's Rock」だけである。「ロック・アラウンド・ザ・クロック」の演奏場面では、フラニー・ビーチャーがギターを演奏する姿が捉えられているが、録音セッションでギターを弾いていたダニー・セドロンは、18か月前に死去していた。セドロンのギター演奏は、「A.B.C. Boogie」でも聴かれるが、そのオープニングの部分は演奏場面がカメラに捉えられない形で流される。

## 影響

### 人種統合
この映画では、白人のミュージシャンたちが、黒人演奏者たちと同じ場所で演奏することを見せることによって、人種統合の主張を推し進める一助となった。

### ロックンロール音楽映画
この映画は、1956年の映画作品の中でも有数の興行成績を残し、その後、大きな予算をかけたA級映画『女はそれを我慢できない (The Girl Can't Help It)』のような作品を含め、数多くのロックンロール音楽映画が制作される契機となった。その後、1年も経たないうちに、最初に出演した1956年の映画がロックンロール音楽映画 ではなく西部劇『やさしく愛して (Love Me Tender)』だったエルヴィス・プレスリーが、ロックンロール音楽映画 のジャンルでは最も人気の高い作品となった『監獄ロック (Jailhouse Rock)』や『闇に響く声 (King Creole)』に主演したのをはじめ、『Rock, Rock, Rock』、『The Big Beat』、『女はそれを我慢できない』などが制作された。

### 続編
1956年の後半には、ビル・ヘイリー&ヒズ・コメッツを主人公にした、この映画の続編ともいえる映画『Don't Knock the Rock』は、同じく監督はシアーズ、制作はカッツマンで作られた。本作のヒットに便乗するため大急ぎで作られたこの続編は、同様にヒットするまでには至らなかったが、登場したパフォーマーのひとりであったリトル・リチャードの人気を高める一助となった。

### 『狂熱のツイスト』
カッツマンは、同じような題名を付けた1961年の映画『狂熱のツイスト (Twist Around the Clock)』でチャビー・チェッカーを起用したが、この作品は『ロック・アンド・ロール/狂熱のジャズ』のあらすじをなぞったような脚本となっており、ヘイリーの映画の5年後のリメイクとされることが多い。『ロック・アンド・ロール/狂熱のジャズ』の場合と同じように、この作品にも『Don't Knock the Twist』（1962年）という続編が作られた。

## 北米におけるビデオのリリース
『ロック・アンド・ロール/狂熱のジャズ』は、北アメリカでは長らく公式のVHSやレーザーディスクが発売されなかった。2007年1月23日、コロンビア ピクチャーズのカタログの権利を保有しているソニー・ピクチャーズが、この映画の最初の公式ソフトを『Don't Knock the Rock』とともにリージョン1のDVDでリリースした。